# Parepixanthis gueyraudi
Parepixanthis gueyraudi är en skalbaggsart som beskrevs av Franz Antoine 1994. Parepixanthis gueyraudi ingår i släktet Parepixanthis och familjen Cetoniidae. Inga underarter finns listade i Catalogue of Life.